# Kiev
Kiev (în ucraineană Київ, transliterat: Kîiv, ; rusă Киев, transliterat: Kiev)  este capitala și cel mai mare oraș al Ucrainei. În 2003, orașul număra 2.642.486 de locuitori înregistrați oficial, deși numărul mare de migranți neînregistrați aduce acest număr la aproape 3 milioane. Administrativ, Kievul este municipiu subordonat nivelului național și nu aparține Regiunii Kiev. Orașul este un important centru industrial, științific și cultural al Europei de Est. Kievul are o infrastructură extensivă, deși destul de veche, luând în considerare puternicul declin economic al Ucrainei în anii 1990. Există, totuși, un sistem foarte dezvoltat de transport în comun, incluzând un sistem de metrou – Metroul din Kiev.
Se spune că numele orașului este derivat din numele lui Kîi, unul dintre cei patru fondatori legendari. În timpul istoriei sale, Kievul, unul dintre cele mai vechi orașe din Europa de Est, a trecut prin mai multe stadii de proeminență și obscuritate. Orașul a existat probabil ca centru comercial de prin secolul al V-lea. Așezare slavă aflată pe drumul comercial dintre Scandinavia și Constantinopol, Kievul a plătit tribut hazarilor, până când a fost capturat de varegi (vikingi răsăriteni) la mijlocul secolului al XIX-lea. Sub conducere varegă, orașul a devenit capitala Rusiei Kievene, primul stat slav de est. Distrus complet în timpul invaziilor mongole din 1240, orașul a pierdut mult din influența sa în secolele care au urmat. A fost capitală provincială de importanță marginală, la periferia teritoriilor controlate de puternicii vecini, întâi de Lituania, apoi de Polonia și Rusia.
Orașul a prosperat din nou în timpul Revoluției Industriale din Imperiul Rus de la sfârșitul secolului al XIX-lea. În 1918, după ce Republica Națională Ucraineană și-a declarat independența de Rusia Sovietică, Kievul a devenit capitala acesteia. Începând cu 1921, Kievul a fost oraș al Republicii Sovietice Socialiste Ucrainene, care a fost proclamată de Armata Roșie, și, din 1934, Kievul a fost capitala acesteia. Orașul a fost aproape complet ruinat în timpul celui de-Al Doilea Război Mondial, dar și-a revenit rapid în anii postbelici, rămânând al treilea cel mai mare oraș al Uniunii Sovietice.
În urma căderii URSS-ului și a obținerii independenței Ucrainei în 1991, Kievul a rămas capitala Ucrainei și a avut parte de un aflux constant de migranți etnici ucraineni din alte regiuni ale țării. În timpul transformării țării într-o economie de piață și democrație reprezentativă, Kievul a continuat să fie cel mai mare și mai bogat oraș al Ucrainei. Producția sa industrială dependentă de armament a căzut după colapsul sovietic, fapt ce a afectat știința și tehnologia, dar noi sectoare ale economiei precum serviciile și finanțele au facilitat creșterea Kievul în ce privește salariile și investițiile, precum și furnizarea continuă de fonduri pentru dezvoltarea spațiului locativ și a infrastructurii urbane. Kiev s-a manifestat ca cea mai pro-occidentală regiune a Ucrainei; partidele care susținut integrarea în Uniunea Europeană domină la alegeri în Kiev.

## Istorie
Prima atestare scrisă a Kievului datează din 482. Kievul a avut o populație numeroasă încă din sec. al IX-lea, fiind avantajat de Nipru, care a reprezentat o arteră comercială importantă cu vestul și cu estul.
Începând din secolul al IX-lea, timp de un secol, Kievul a jucat un rol important în nobilimea varegilor, iar în 968 triburile pecenegilor atacă și distrug orașul.
Cel care a influențat mult evoluția orașului a fost Vladimir I (958-1015), care a extins orașul și a pus bazele structurii sale urbanistice. Tot el a oferit supușilor săi ortodoxia bizantină ca religie de stat. Kievul a devenit centrul religios al statului rus, în principal, datorită clădirilor sale sacre: Catedrala Sfintei Sofia, Catedrala Sf. Vladimir, Mănăstirea "Lavra Pecerska" (întemeiată în 1051, cea mai veche mănăstire rusească). Din Kiev a început creștinarea Rusiei și răspândirea culturii bizantine. Ultimul mitropolit grec a fost Isidor de Kiev.
Între 1569 și 1667, Kievul a aparținut Polonia-Lituaniei. În secolele XIX și XX, viața orașului a fost dominată militar și ecleziastic de Imperiul Rus.

## Clima
Clima este temperat-continentală. Temperatura medie anuală este de -8 grade Celsius în ianuarie, și de +15 grade în iulie. Precipitațiile medii anuale sunt de 600 mm/an.

## Demografie
Componența lingvistică a orașului Kiev
     Ucraineană (72,15%)
     Rusă (25,27%)
     Alte limbi (0,22%)
Conform recensământului din 2001, majoritatea populației orașului Kiev era vorbitoare de ucraineană (72,15%), existând în minoritate și vorbitori de rusă (25,27%).

## Economie
Din punct de vedere economic, Kiev a realizat 17,8% din produsul intern brut al Ucrainei, în anul 2008 fiind pe primul loc, iar nivelul PIB/locuitor este de peste trei ori mai ridicat decât media națională.

## Personalități născute aici
- Alexander von Bunge (1803 - 1890), botanist;
- Tatiana Afanasieva (1876 - 1964), matematician;
- Mihail Bulgakov (1891 – 1940), scriitor;
- Ilia Ehrenburg (1891 - 1967), scriitor;
- André Grabar (1896 – 1990), istoric de artă;
- Vladimir Horowitz (1903 - 1989), pianist;
- Serge Lifar (1905 – 1986), coregraf;
- Milton Horn (1906 – 1995), sculptor;
- Eugeniusz Horbaczewski (1917 – 1944), pilot de aviație militară;
- Leonid Bronevoi (1928 – 2017), actor;
- Oleg Blohin (n. 1952), fotbalist;
- Viktor Kaspruk (n. 1955), jurnalist;
- Katia Petrovskaia (n. 1970), scriitoare;
- Eugenia Ciuprina (n. 1971), scriitoare;
- Milla Jovovich (n. 1975); actriță, designer de modă;
- Jan Koum (n. 1976), afacerist;
- Ana Layevska (n. 1982), actriță;
- Katerina Kuhar (n. 1982), balerină;
- Elena Baltacha (1983 – 2014); jucătoare de tenis;
- Sonia Koșkina (n. 1985), jurnalistă;
- Iulian Boiko (n. 2005), jucător de snooker.

## Orașe înfrățite
Kievul este înfrățit cu orașele:
| - Ankara, Turcia - Atena, Grecia. - Baku, Azerbaidjan - Beijing, China - Belgrad, Serbia - Bratislava, Slovacia - Bruxelles, Belgia - Budapesta, Ungaria - Chicago, Illinois, Statele Unite - Chișinău, Moldova - Edinburgh, Scoția - Florența, Italia - Helsinki, Finlanda - Kastoria, Grecia | - Kraków, Polonia - Kyoto, Japonia - Leipzig, Germania - Lisabona, Portugalia - Ciudad de México, Mexic - Minsk, Belarus - München, Germania - Odense, Danemarca - Paris, Franța - Pretoria, Africa de Sud - Riga, Letonia - Rio de Janeiro, Brazilia - Roma, Italia | - Santiago, Chile - Sofia, Bulgaria - Stockholm, Suedia - Tallinn, Estonia - Tbilisi, Georgia - Tirana, Albania - Toronto, Canada - Toulouse, Franța - Viena, Austria - Vilnius, Lituania - Varșovia, Polonia - Wuhan, China - Erevan, Armenia |

## Galerie de imagini

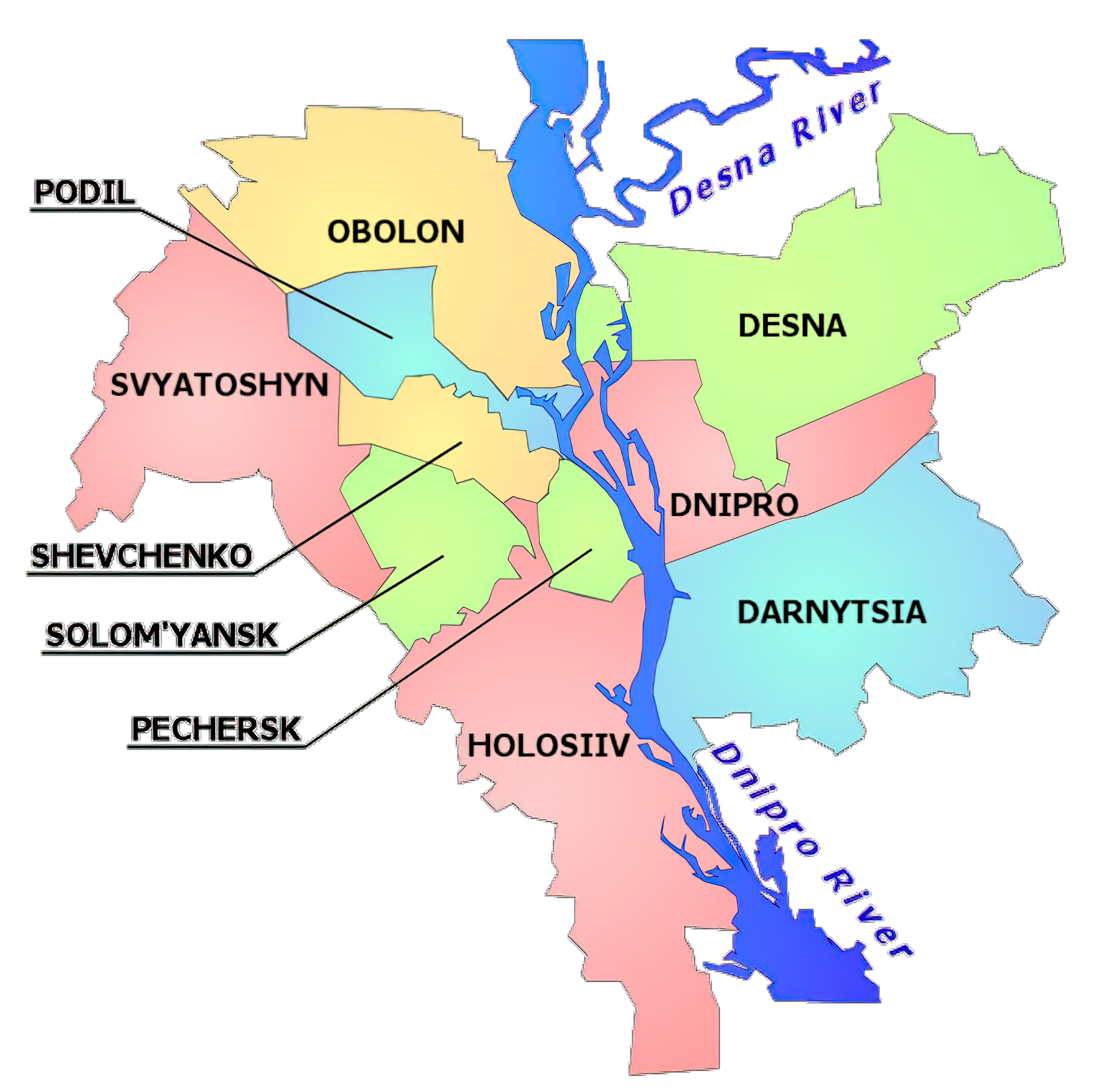
Raioanele orașului Kiev

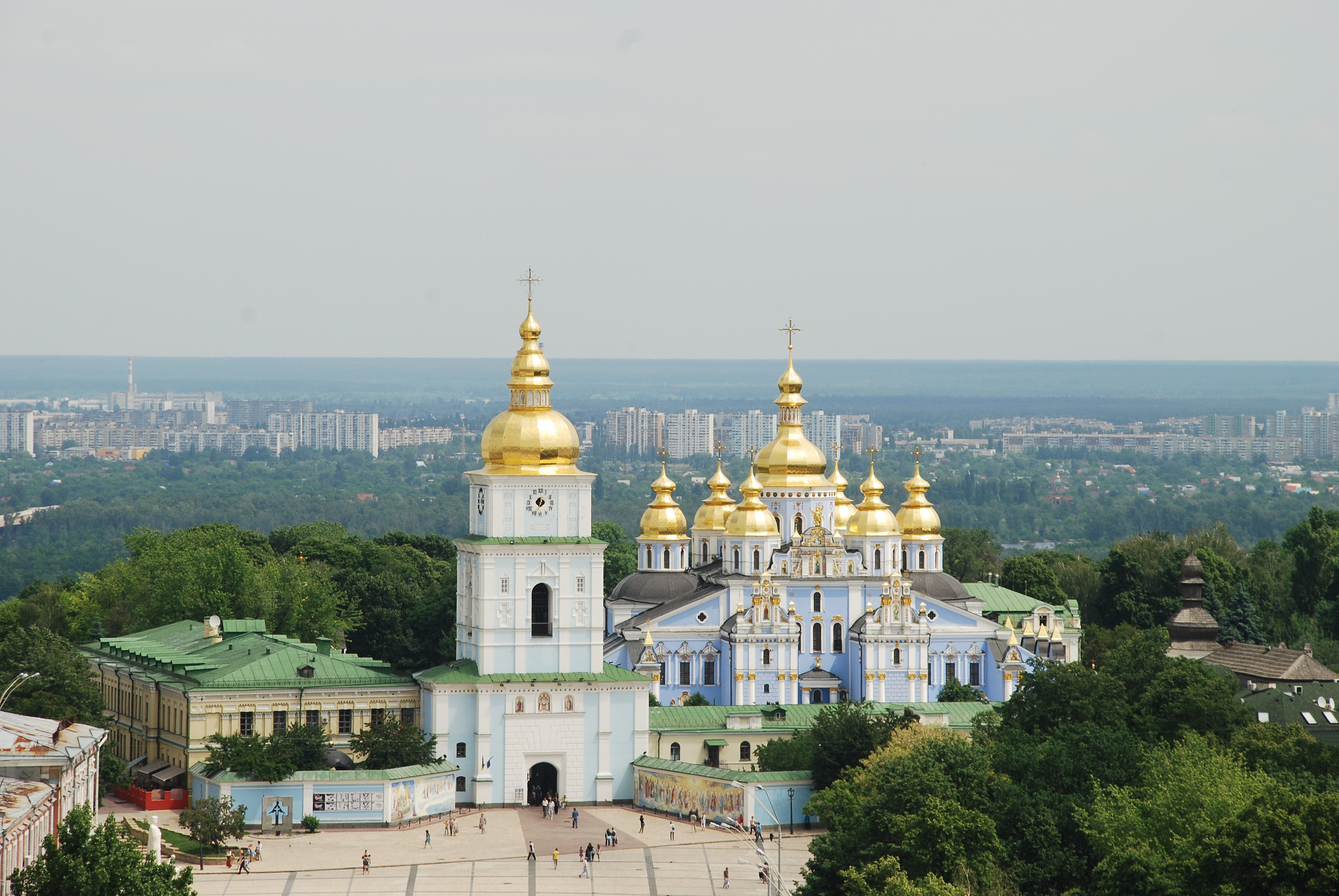
Catedrala „Sfântul Mihail”
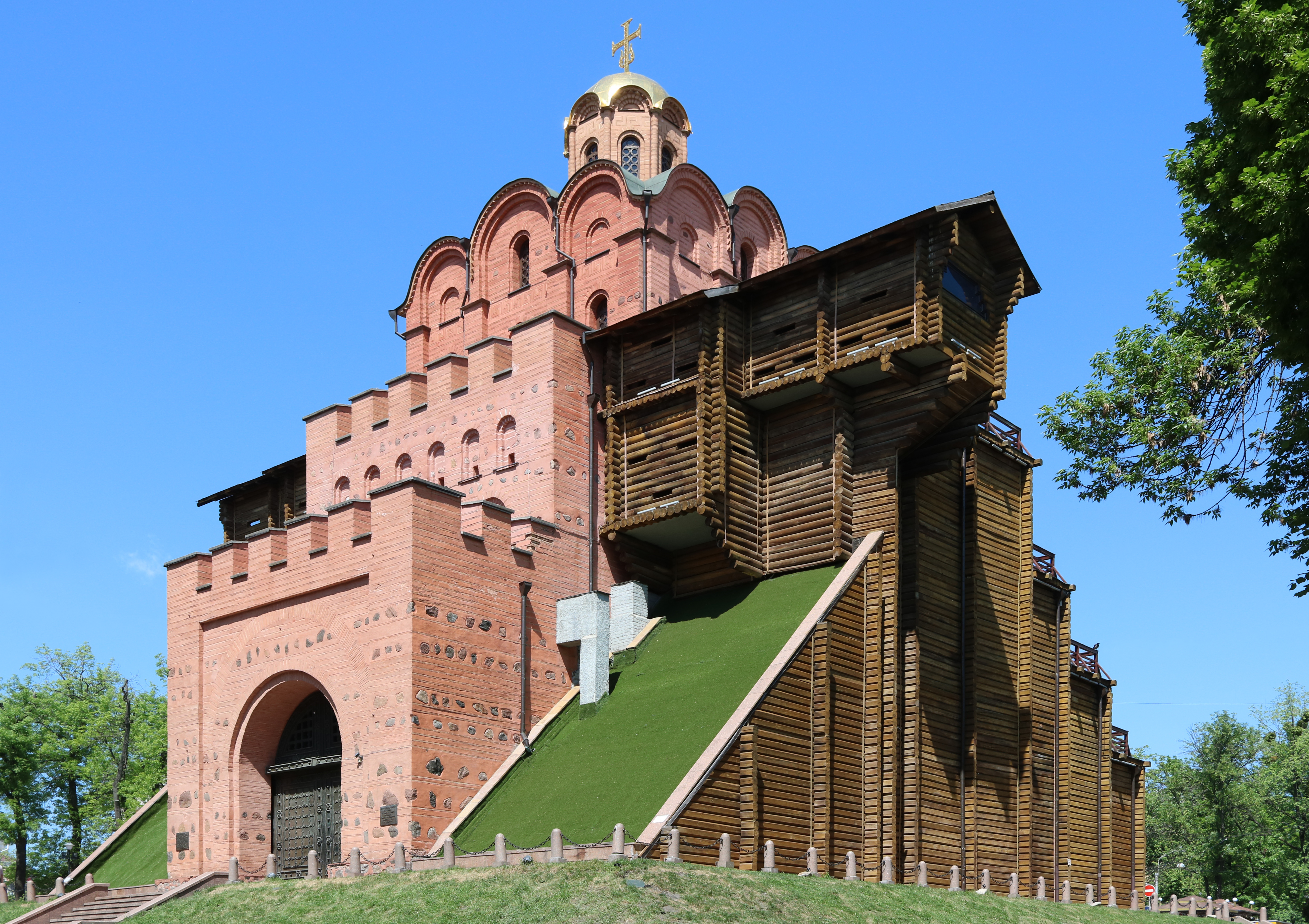
Poarta de Aur
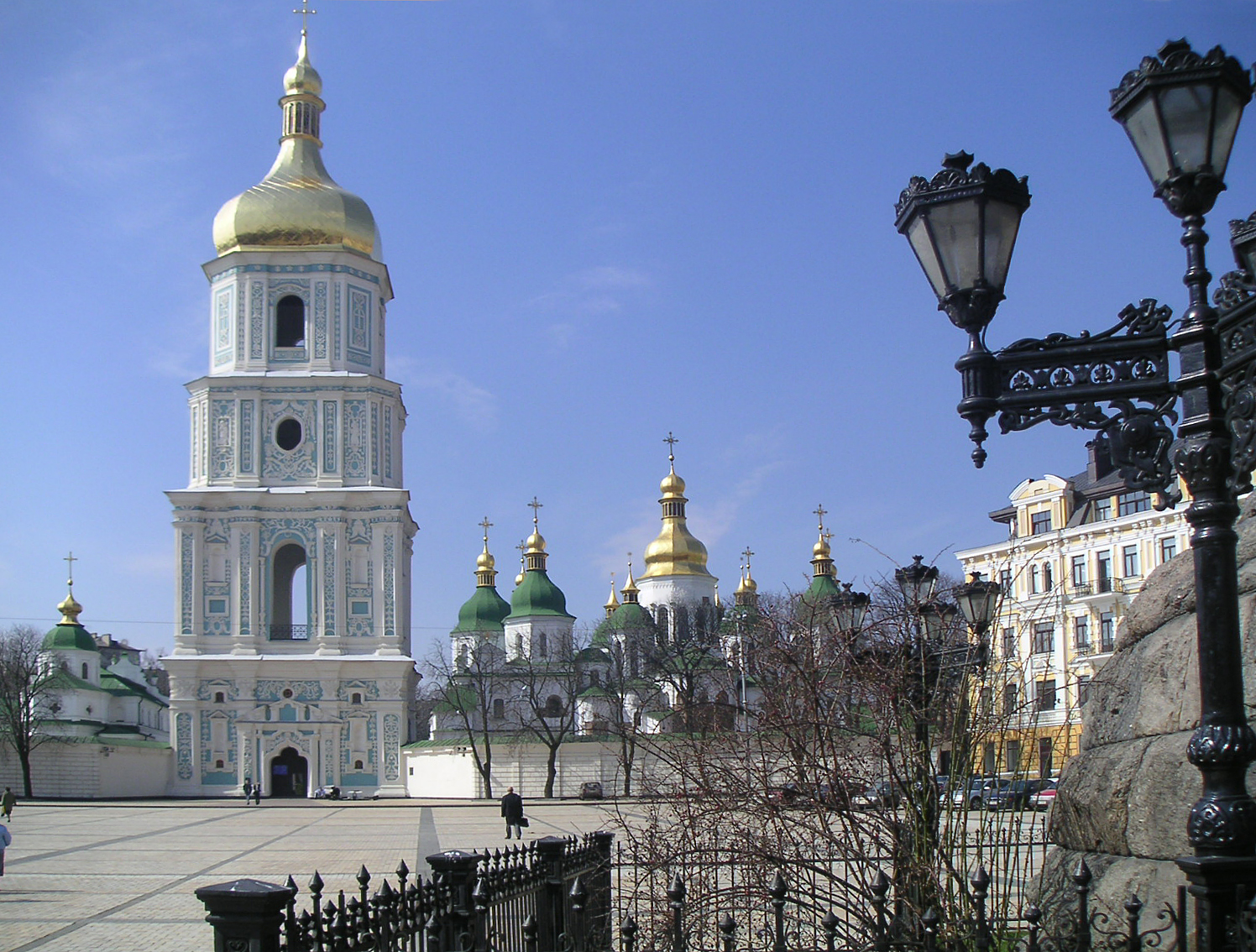
Catedrala „Sfânta Sofia”
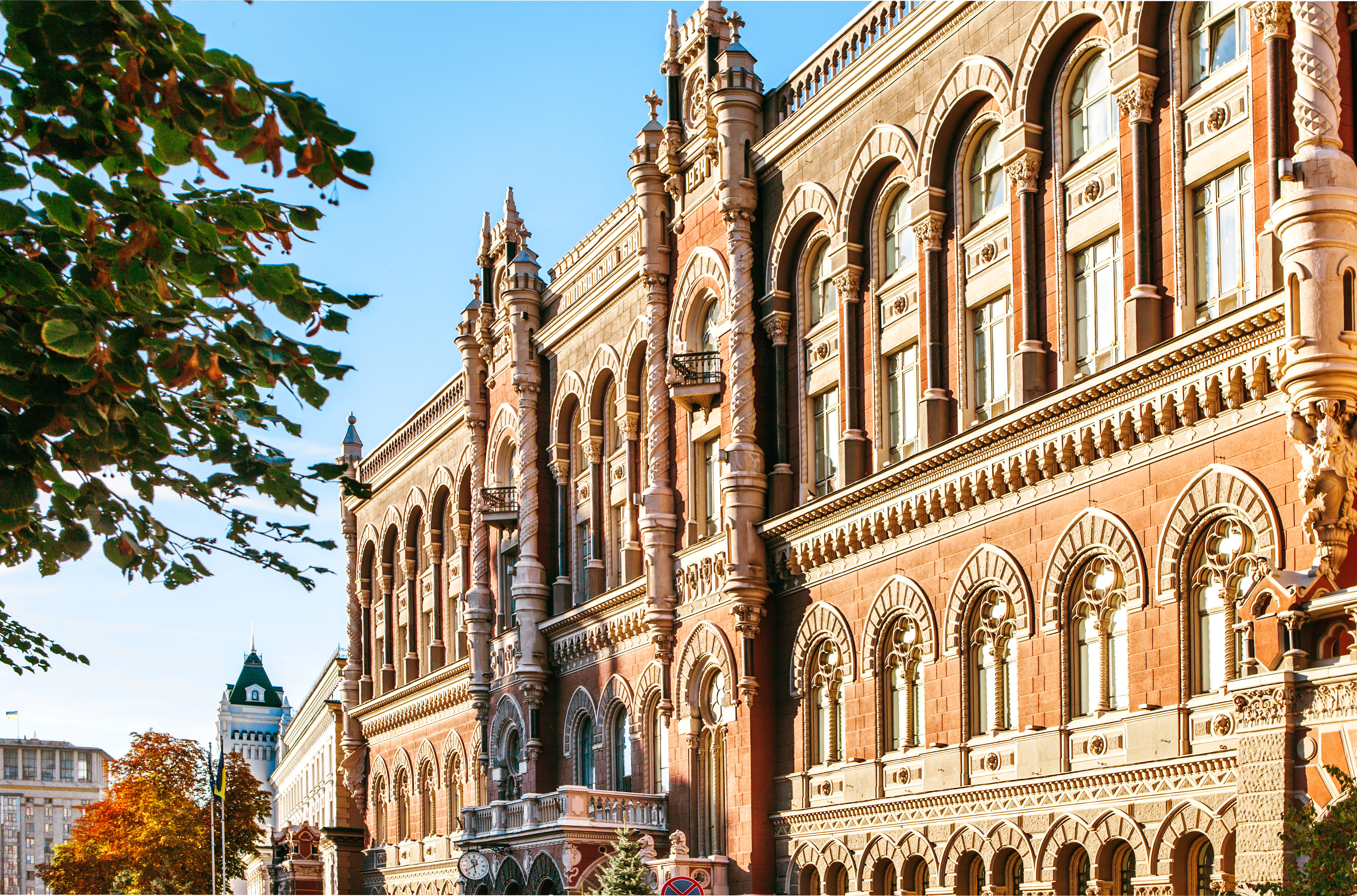
Banca Națională a Ucrainei
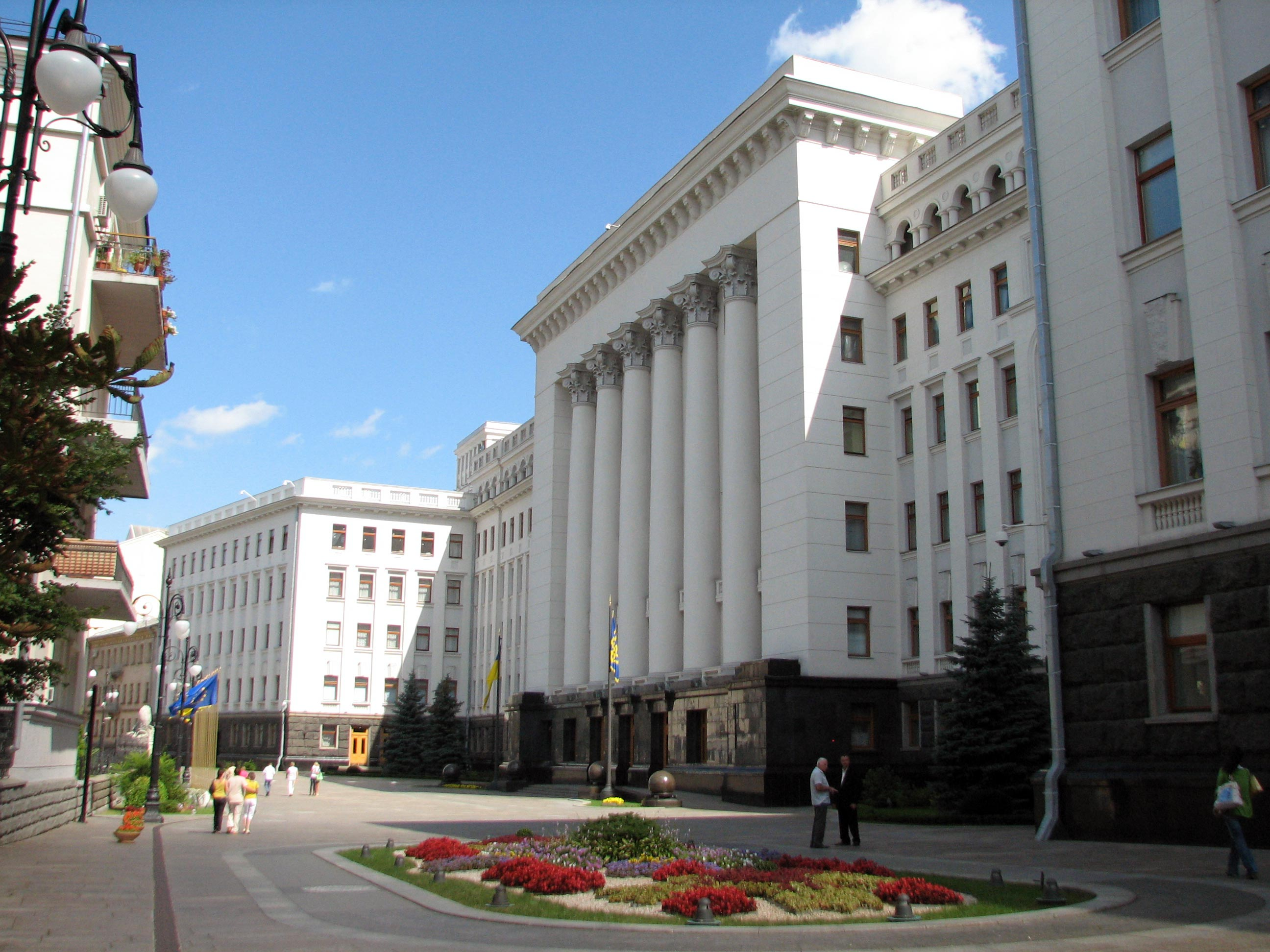
Palatul Prezidențial
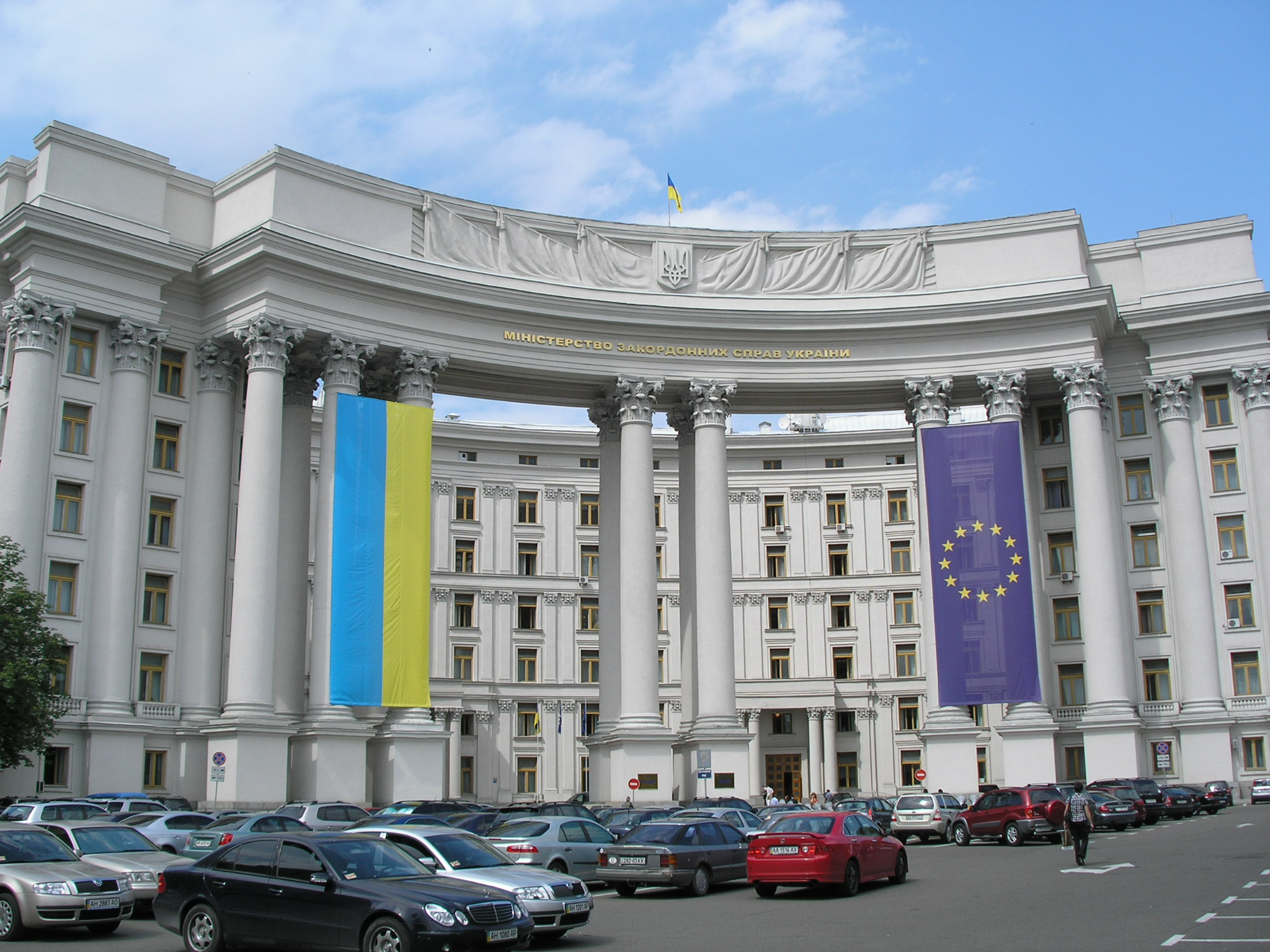
Ministerul Afacerilor Externe
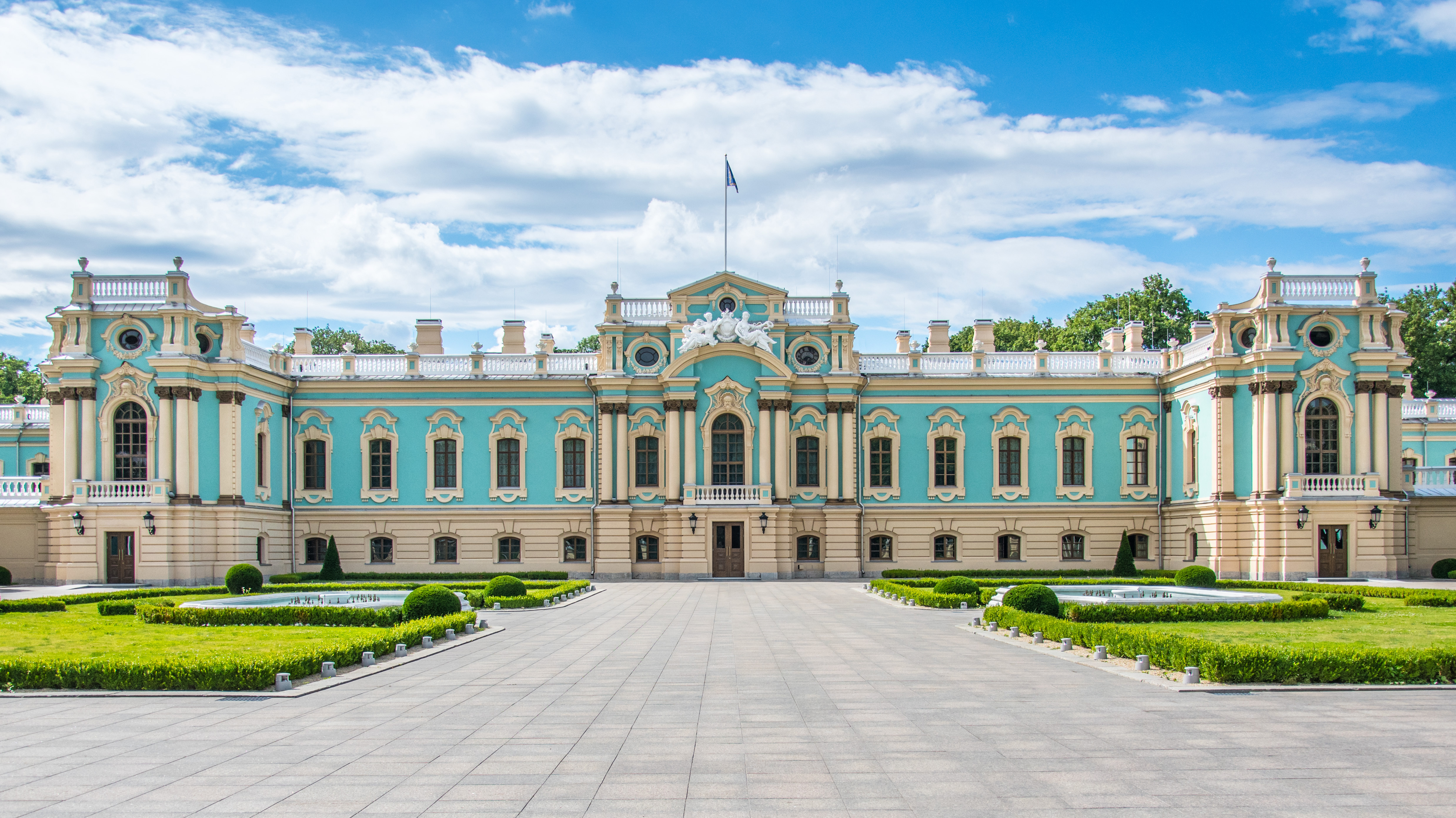
Palatul „Marîiinskîi”
Logo-ul actual al orașului Kiev